# Pietro Capelli
Pour les articles homonymes, voir Capelli.
Pietro Capelli (Naples, ? - Naples 1724 ou 1727) est un peintre italien  de l'école napolitaine, actif à Naples au XVIIIe siècle.

## Biographie
Pietro Capelli est un élève de Francesco Solimena et actif en quadratura.